# Oak Hill Cemetery Chapel (Washington, D.C.)
Die Oak Hill Cemetery Chapel, auch bekannt als Renwick Chapel oder James Renwick Chapel, ist ein historisches Bauwerk in Georgetown in Washington, D.C. in den Vereinigten Staaten. Das Bauwerk wurde 1850 von James Renwick, Jr. entworfen, und ist das einzige bekannt gewordene Beispiel eines Kirchenbauwerks im neugotischen Stil des Architekten in Washington, D.C. Sie befindet sich auf dem höchstgelegenen Kamm des Oak Hill Cemetery in der Nähe der Kreuzung von 29th Street und R Street in Northwest. Die Oak Hill Cemetery Chapel ist eines von zwei Bauwerken auf dem Oak Hill Cemetery, das in das National Register of Historic Places aufgenommen wurde; das andere Bauwerk ist das Van Ness Mausoleum. Die Kapelle, das Mausoleum und der Friedhof sind außerdem Contributing Propertys des Georgetown Historic District, der im Mai 1967 zur National Historic Landmark erklärt wurde.

## Geschichte
Am 7. Juni 1848 kaufte der Geschäftsmann und Philanthrop William Wilson Corcoran (1798–1888) von Lewis Washington, den Urgroßneffen von George Washington, Parrott's Woods, ein 15 Acre (rund 6 Hektar) großes Waldstück oberhalb des Rock Creek Park. Corcoran organisierte eine Gesellschaft zur Gründung eines Friedhofes und am 3. März 1849 wurde die Oak Hill Cemetery Company durch einen Act of Congress mit einer Charta versehen.
Der Architekt James Renwick, Jr. (* 1818; † 1895) wurde ausgewählt, um eine kleine Kapelle für den neuen Friedhof zu entwerfen. Renwick, zu dessen bekanntesten Arbeiten die Grace Church, die St. Patrick’s Cathedral in New York City und die heutige Renwick Gallery gehören, begann mit der Arbeit an der Kapelle unmittelbar nach der Fertigstellung seiner Pläne für das Smithsonian Institution Building. Die Baukosten für die Oak Hill Cemetery Chapel beliefen sich auf 9400 US-Dollar; dieser Betrag wurde von Corcoran bezahlt.
Am 16. März 1972 fügte der National Park Service die Oak Hill Cemetery Chapel dem National Register of Historic Places hinzu.

## Architektur

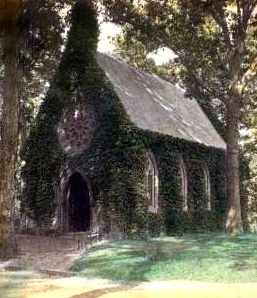
Oak Hill Cemetery Chapel

Die Oak Hill Cemetery Chapel gilt als ein exzellentes Beispiel neugotischer Architektur.  Sie weist ein steil angelegtes Satteldach auf, Strebewerke sowie Lanzettfenster mit Buntglas. Die Kapelle ist ein einstöckiges, rechteckiges Gebäude, hat eine Höhe von sieben Metern und eine Länge von 12,5 Metern.
Das Baumaterial bildeten Gneis aus dem Tal des Potomac River, Sandstein und Holz. Ein Eckstein mit der Inschrift der Jahreszahl 1850 ist in eines der Strebewerke an der nordwestlichen Ecke der Kapelle eingebracht. Den Eingang zur Kapelle bildet eine gestrichene Holztür an der Westseite, die von einem schmiedeeisernen Gitter, das abgeschlossen werden kann, geschützt wird. Auf dem Schloss ist die Inschrift Presented/Oak Hill Cemetery Co./By/James L. Norris/March 19, 1895. zu lesen. Ein Rosettenfenster mit hölzerner Kupplung befindet sich oberhalb der Tür.

## Einfluss
Die in der Nähe gelegene Grace Episcopal Church, ein neugotischer Kirchenbau aus dem Jahr 1867, ist ganz ähnlich gestaltet. Zwar ist der Architekt jener Kirche unbekannt, dennoch gibt es Gründe zur Annahme, dass auch jener Bau von Renwick entworfen wurde. Falls dies nicht der Fall war, so war die Person, die jene Kirche plante, von der Arbeit Renwicks stark beeinflusst.